# Елмляр Академіяси (станція метро)
40°22′30″ пн. ш. 49°48′55″ сх. д. / 40.37500° пн. ш. 49.81528° сх. д.
«Елмляр Академіяси» (азерб. Elmlər Akademiyası, дос. «Академія Наук») — станція другої лінії Бакинського метрополітену, розташована між станціями «Нізамі Гянджеві» і «Іншаатчилар». Під час проходки тунелю на ділянці між станціями «Елмляр Академіяси» — «Іншаатчиляр» стався несподіваний і неймовірної потужності прорив води, це було єдиною і найбільшою аварією, що сталася під час будівництва Бакинського метро. Надалі роботи на аварійній ділянці проводилися методом заморожування рідким азотом.
Станція відкрита 31 грудня 1985 року в складі 9-кілометрового пускової ділянки «Елмляр академіяси» — «Мемар Аджемі», що складається з чотирьох станцій, з яких тільки «Елмляр Академіяси» є станцією глибокого закладення.
Вестибюлі — вихід у місто через наземний вестибюль до будівлі Академії наук республіки Азербайджан, розташований в районі перетину вулиць Гусейна Джавід і Фірудін Агаєва.
Конструкція станції — пілонна трисклепінна.